# Bleibtreusee
Der Bleibtreusee ist einer der Restseen vom Braunkohleabbau im südlichen Rheinischen Braunkohlerevier in Nordrhein-Westfalen südwestlich von Köln, zwischen den Städten Brühl und Hürth im Rhein-Erft-Kreis. Er entstand 1973 und ist Teil des Naturparks Rheinland.

## Lage
Im mittleren Teil der Ville, wo vom 19. bis Mitte des 20. Jahrhunderts in kleineren Grubenfeldern die Braunkohle abgebaut wurde, entstand die heutige Villeseenplatte, ein ca. 50 km² großes, ausgedehntes Gebiet mit Mischwäldern und über 40 Seen.
Der Bleibtreusee liegt sowohl auf dem Gebiet der Stadt Brühl, als auch der Stadt Hürth. Das kleine nördliche buchtähnliche Ufer zählt zum Hürther Stadtteil Knapsack, das nordöstliche Ufer wiederum zum Brühler Stadtteil Kierberg, während alle restlichen Ufer zum Brühler Stadtteil Heide gehören. Die östlich des Bleibtreusees großzügig angelegten Parkplätze sind über die B 265 (Luxemburger Straße) oder von der Brühler Ortsmitte über die L 184 (Theodor-Heuss-Straße) erreichbar.

## Name
Der See ist nach Hermann Bleibtreu (1821–1881), einem der Pioniere der Braunkohlenindustrie im Brühler Raum, benannt, der 1874 erstmals ein Grubenfeld südlich von Heide aufschloss (später Gruhlwerk).

## Beschreibung
Im Zuge der Rekultivierungsmaßnahmen von Rheinbraun und der Landschaftsbehörde des Rhein-Erft-Kreises wurde wieder eine artenreiche Pflanzen- und Tierwelt angesiedelt. Der Bleibtreusee als einer der mittelgroßen Seen in der Seenkette der Ville ist ein nährstoffarmes, kalkhaltiges Stillgewässer bei Brühl-Heide, nicht weit vom Heider Bergsee entfernt. Es handelt sich bei dem Bleibtreusee wie bei allen anderen Gewässern der Seenkette um künstliche, durch ehemalige Braunkohle-Tagebaue geschaffene Restseen mit Flachwasserzonen, umsäumt von forstlich genutzten größeren Waldflächen mit standorttypischen Mischgehölzen. So finden sich im Wechsel Pappeln, Kiefern, Roteichen, Lärchen, Erlen, Buchen, Robinien und Birken.
Der See hat eine Fläche von ca. 74 ha. Die kleine längliche Insel am Südrand des Bleibtreusees ist brütenden Vögeln vorbehalten und verfügt über natürlich belassene Vegetation. Die Tauchtiefe nördlich dieser Insel beträgt bis zu 12 m, ist aber für Gerätetaucher aufgrund des dunklen Untergrundes wenig interessant. Wie am Heider Bergsee finden sich Greifvögel (Pandionidae), Haubentaucher (Podiceps cristatus), Wildgänse (Anseriformes), Eisvögel (Alcedo atthis) und Teichralle (Gallinula chloropus), die auf genannter Insel als Brutvögel geschützt sind.
Unter der Oberfläche hat sich im Laufe der Jahrzehnte auch das Verschiedenblättrige Tausendblatt (Myriophyllum heterophyllum) angesiedelt. Diese Art besiedelt bevorzugt stehende und langsam fließende Gewässer und bildet zum Teil dichte Bestände aus. Durch Spangehl & Scharrenberg (1985) wurde das Vorkommen in Nordrhein-Westfalen erstmals aus dem Heider Bergsee bei Brühl beschrieben, wo diese Art auch heute noch anzutreffen ist. Der Kanal südöstlich der Insel ist infolge der umgestürzten Äste und seiner geringen Tiefe für Wassersport mit Segeljollen oder Windsurfbrettern nicht nutzbar.
In den Randbereichen der Gewässer findet man unter anderem: Zwerg-Igelkolben (Sparganium minimum) – Gemeinen Wasserschlauch (Utricularia vulgaris) – Breitblättrige Stendelwurz (Epipactis helleborine).
Des Weiteren soll durch die Entwicklung bzw. Förderung von Röhrichtzonen der Gewässer Lebensraum für zahlreiche ziehende Wasservögel im Herbst und Winter und andere Wassertiere wie Amphibien (Wechselkröte, Bufo viridis) und Wasserinsekten (z. B. Scharlachlibelle, Ceriagrion tenellum) erhalten bzw. ausgedehnt werden.

## Nutzung
Teile des Geländes bleiben sich selbst überlassen und sind als Naturschutzgebiete deklariert. Ville, Kottenforst und die rekultivierten ehemaligen Braunkohle-Tagebaugebiete mit ihren Seen dienen auch den Menschen in der Region Köln/Bonn als Naherholungsgebiet. Auf freigegebenen Teilbereichen des Bleibtreusees sind Windsurfer und kleine Segeljollen zugelassen und am Nordende besteht seit Juli 2007 eine von Beginn an gut frequentierte Wasserskianlage mit angeschlossener Gastronomie direkt neben dem flachen Sandbadestrand. In der Nähe befand sich der inzwischen wegen Vandalismus rückgebaute Rundum-Aussichtsturm, der in einen Hochspannungsmast integriert war. Von diesem ist derzeit nur noch die Bodenplatte übrig. 
Parkplatzanlagen im östlichen Seebereich ergänzen die Erschließung. In den Frühlings- und Herbstmonaten sind rund um den See die Angelsportfreunde, Rundwegwanderer und gelegentliche Waldläufer unter sich. Eine See-Umrundung beträgt etwa 5 km und dauert etwa eine Stunde.

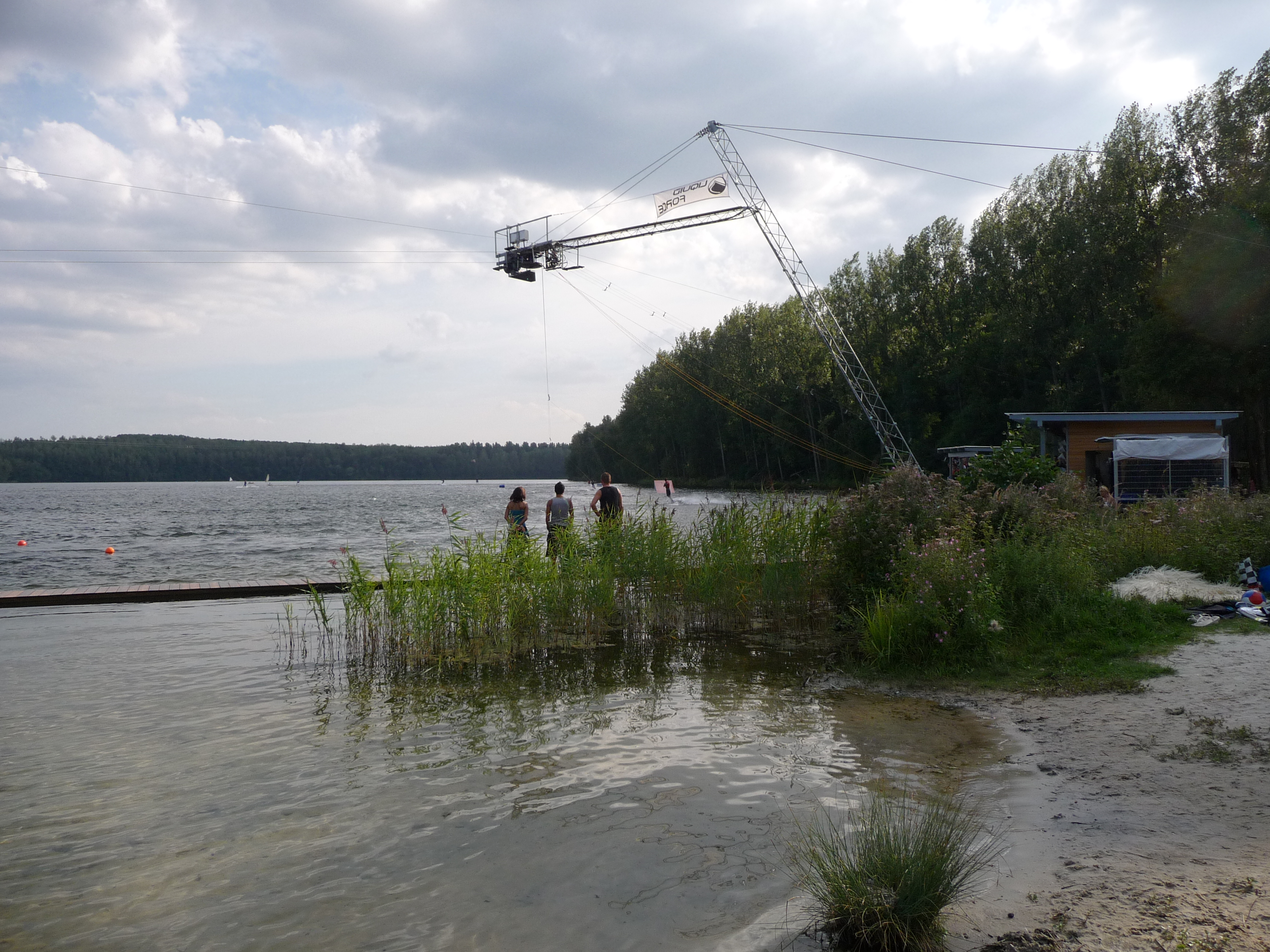
Wasserski-Anlage am Nord-Ende
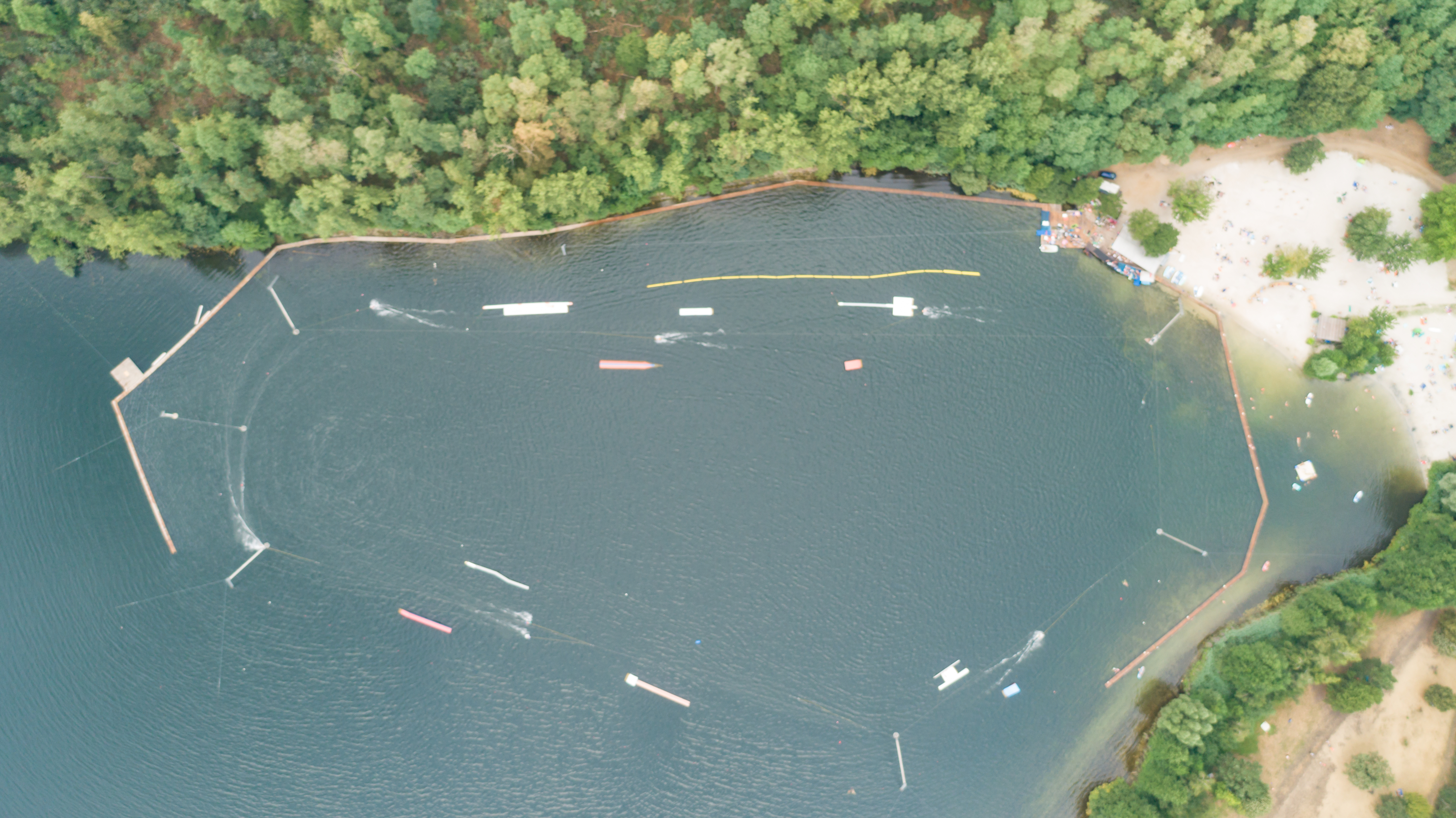
Wasserski-Anlage aus der Vogelperspektive
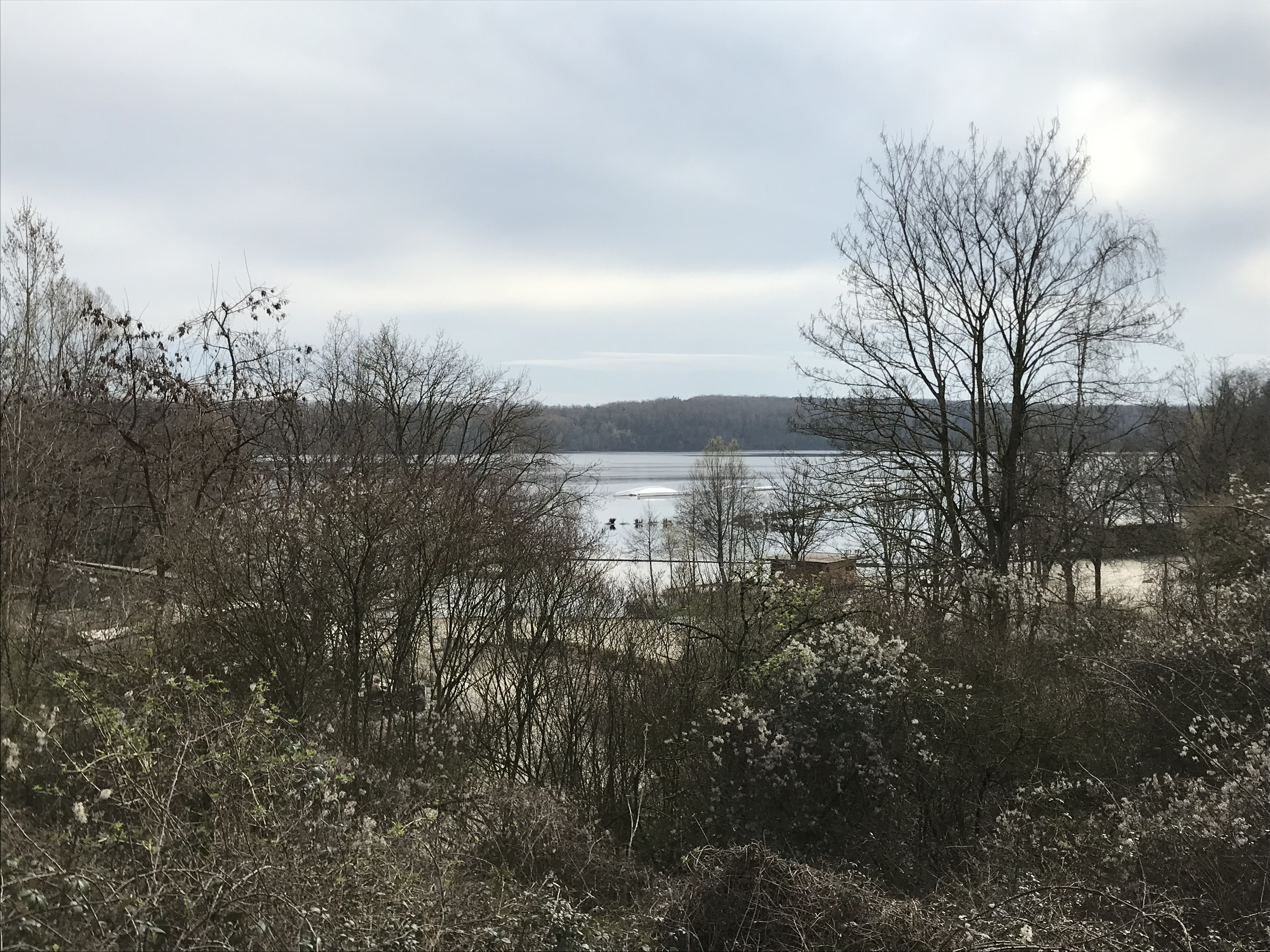
Wasserski-Anlage von der nördlichen Anhöhe
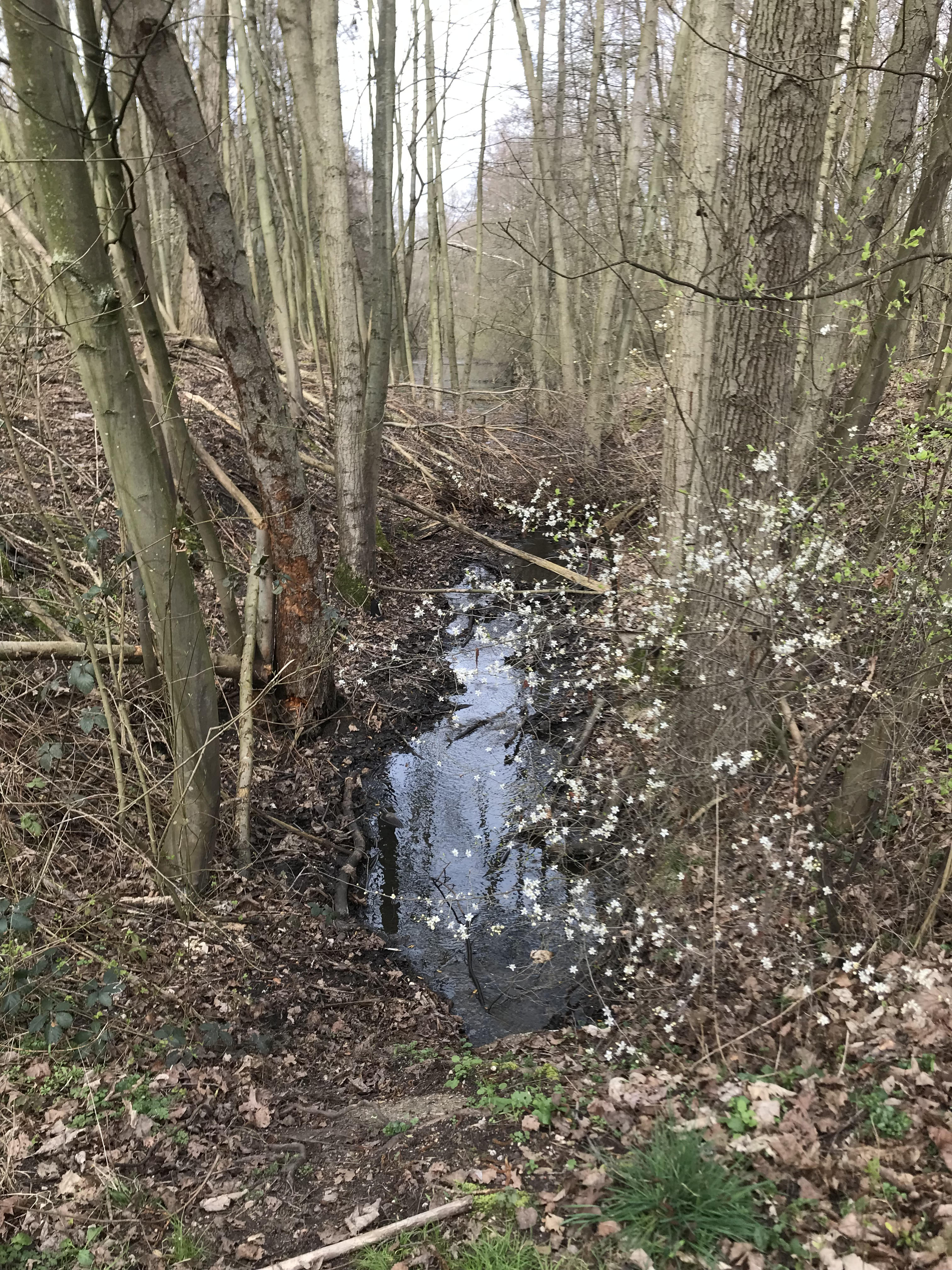
Zufluss vom Nordfeldweiher
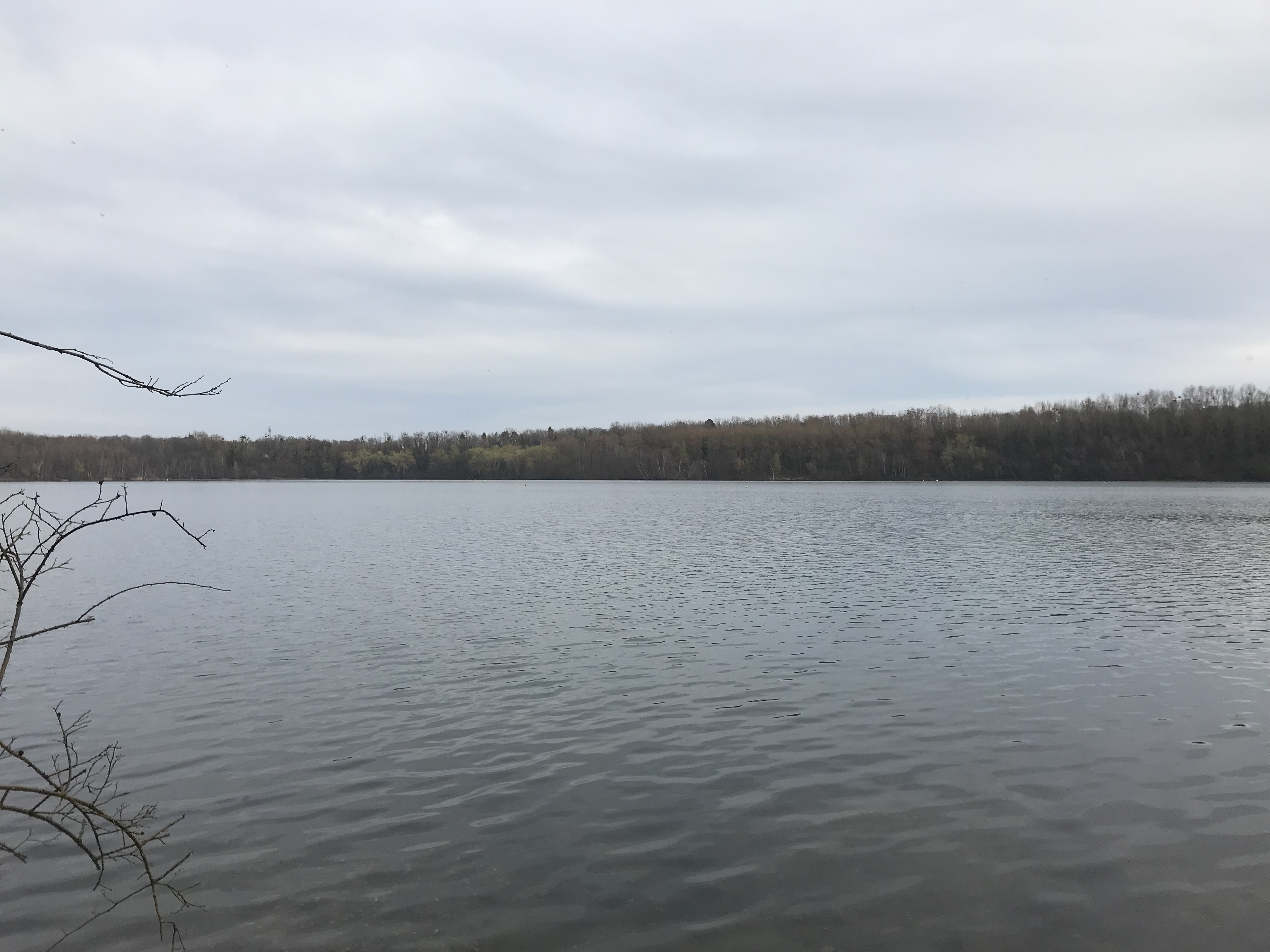
Ost- und Südufer
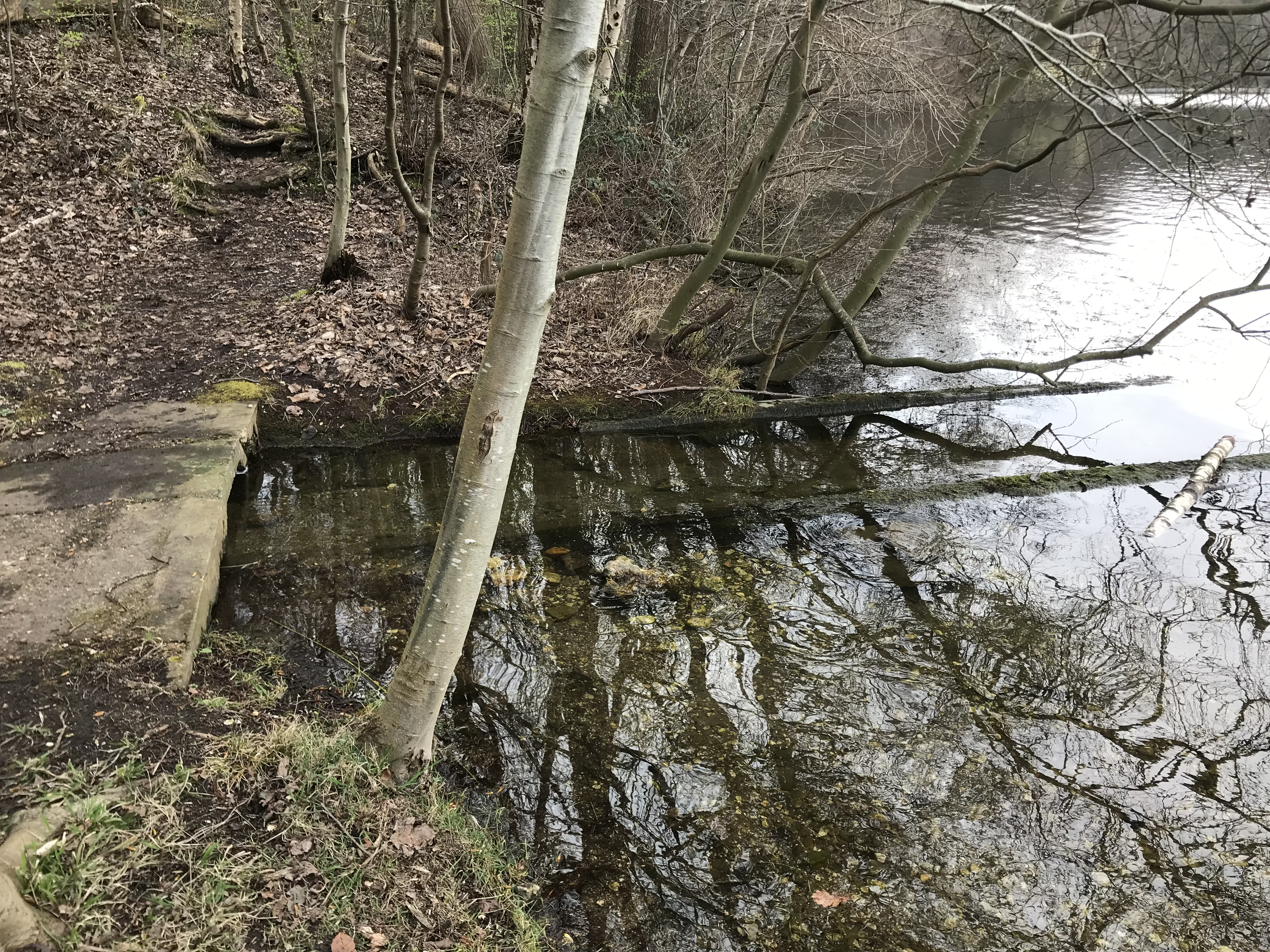
Abfluss zum Heider Bergsee
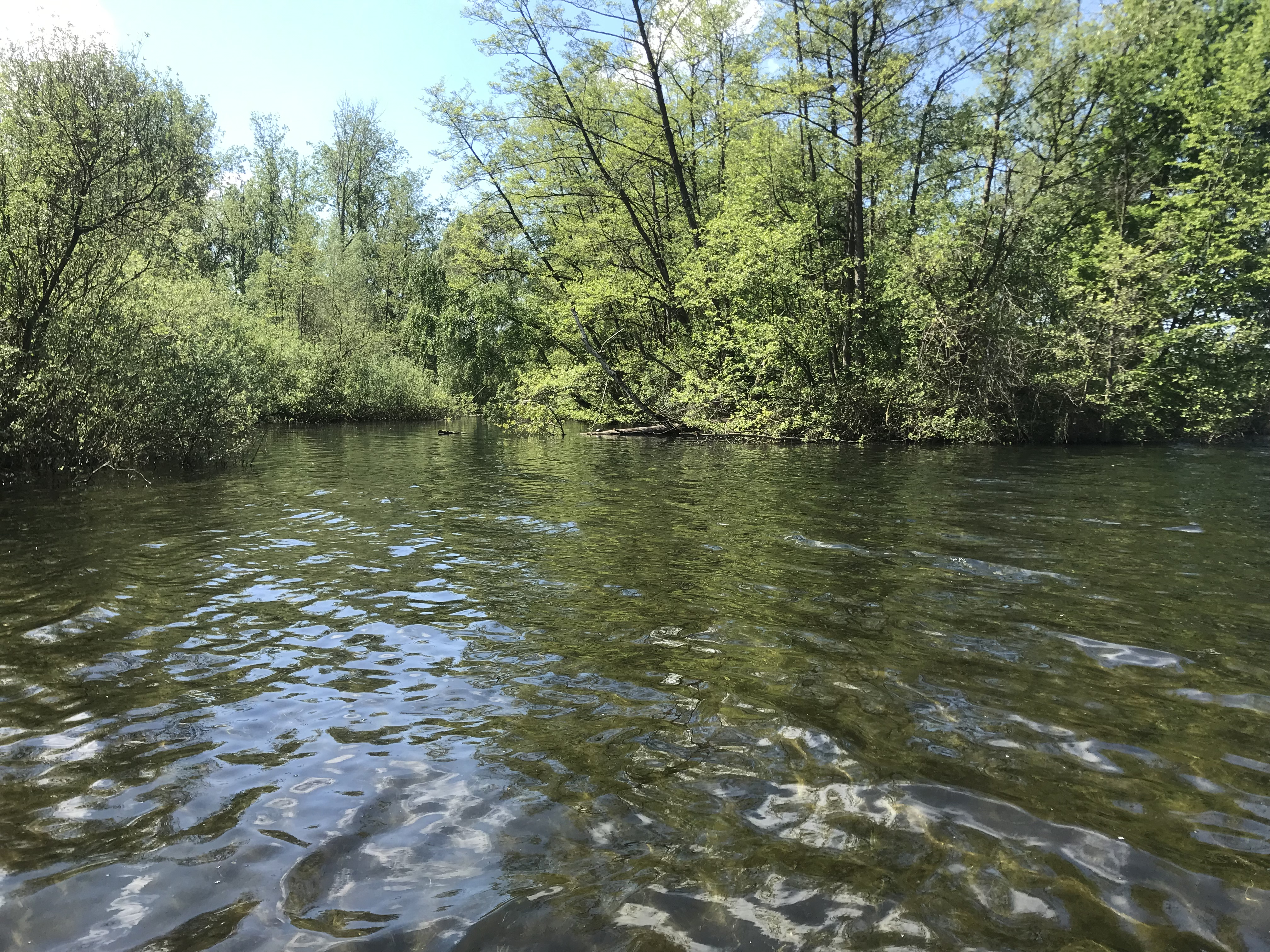
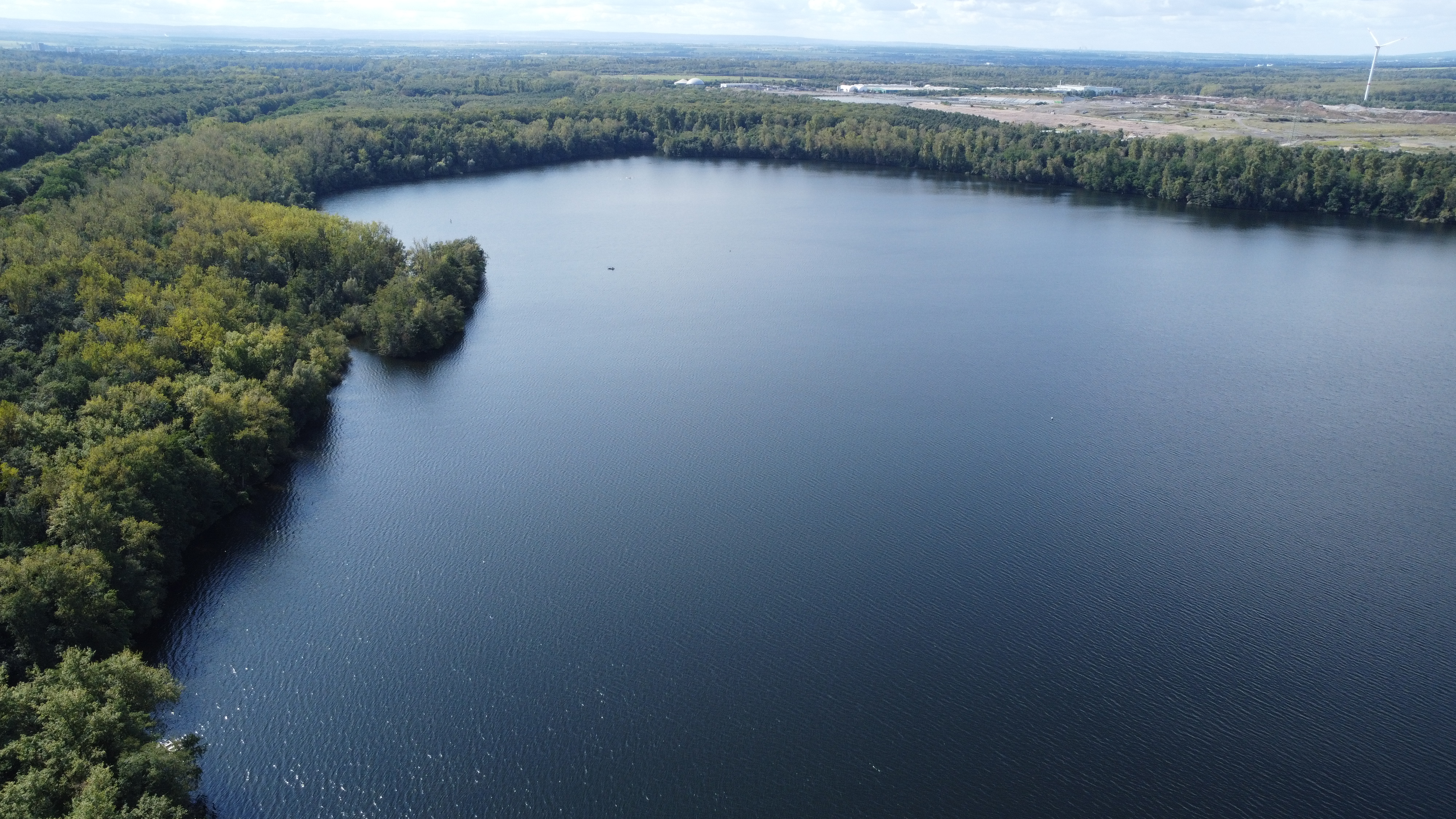
Insel aus der Vogelperspektive
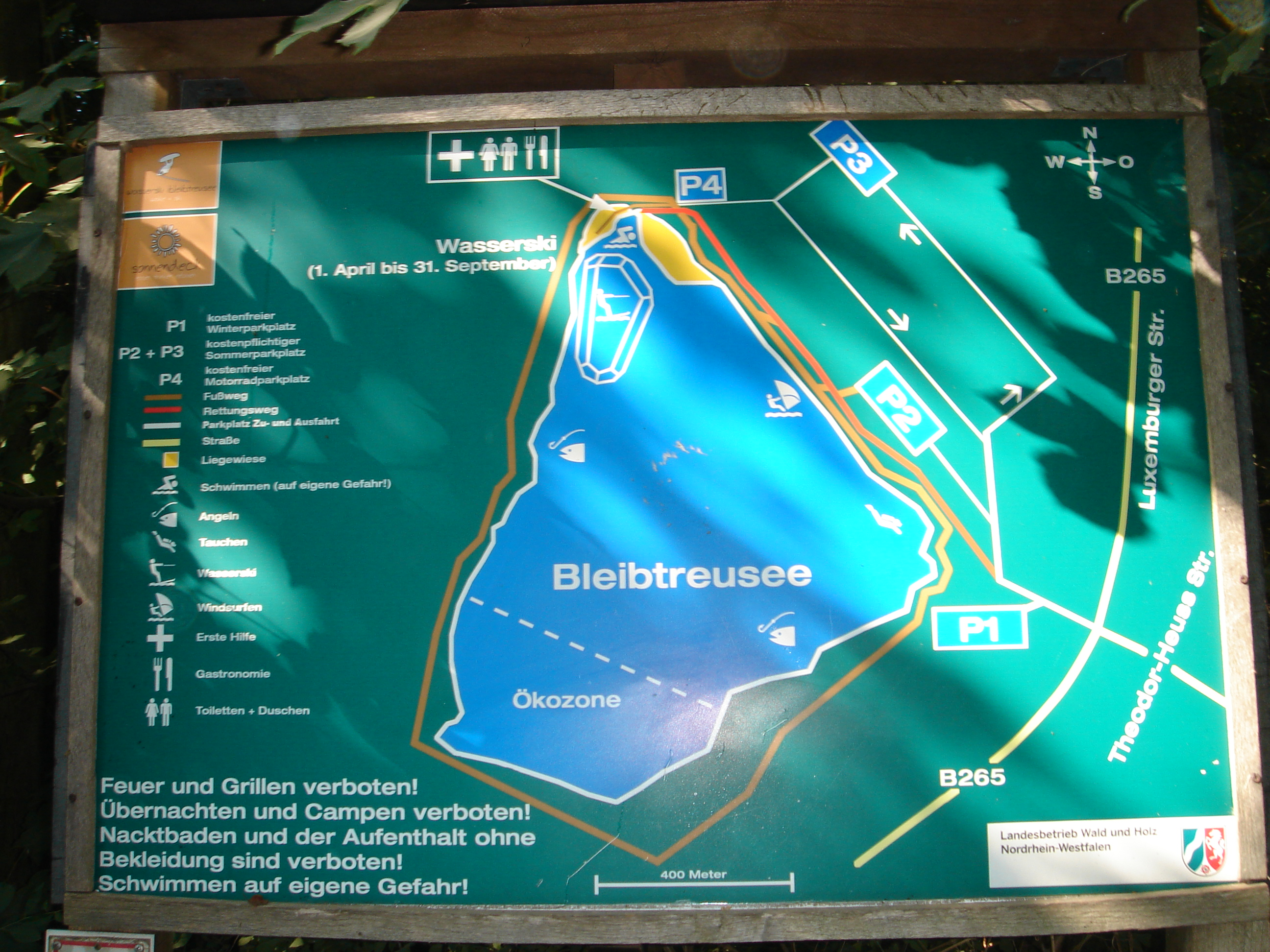
Übersichtsplan u. a. mit den Zonen (Stand 2013-07).
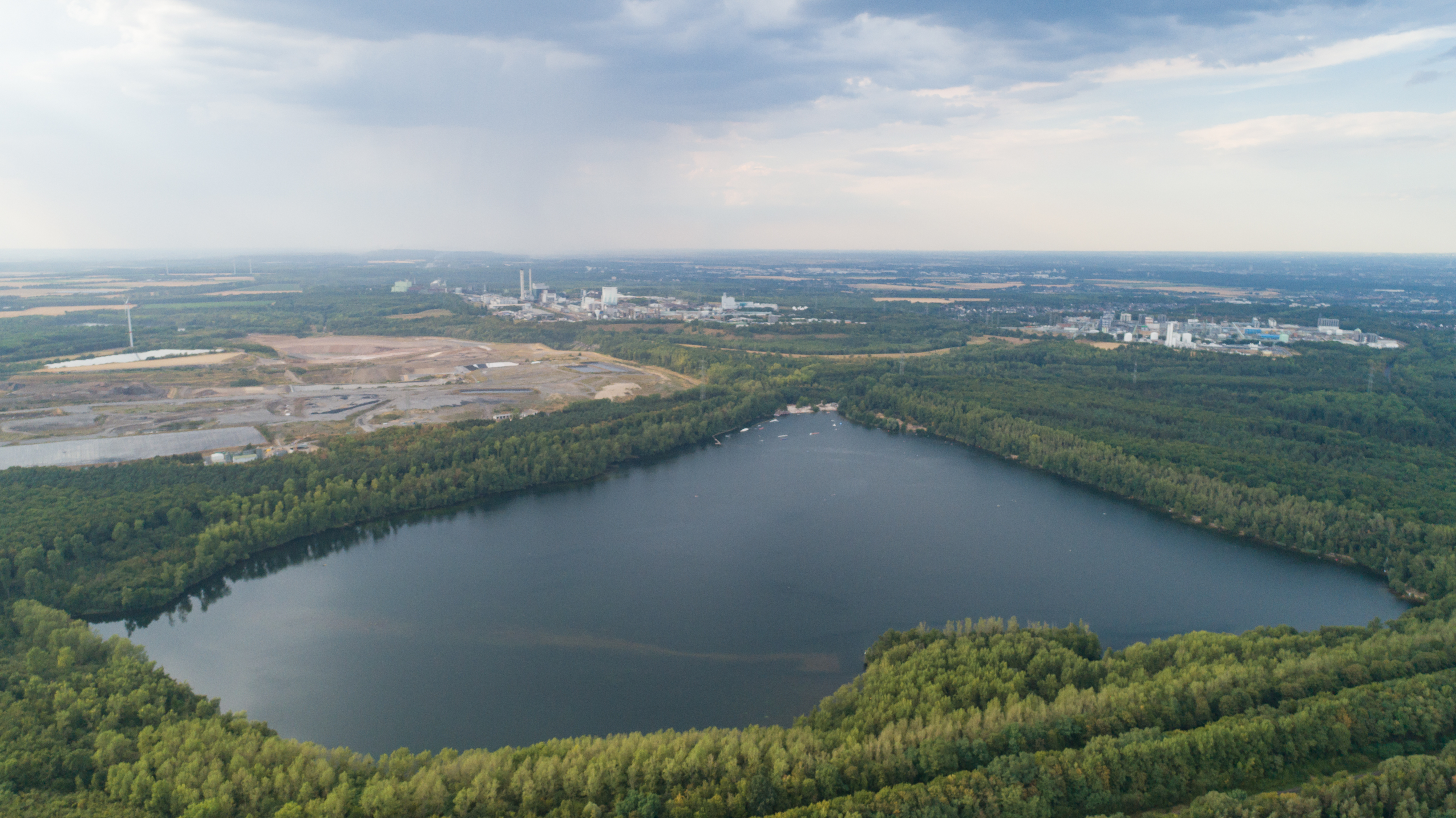
Gesamtübersicht von Süden
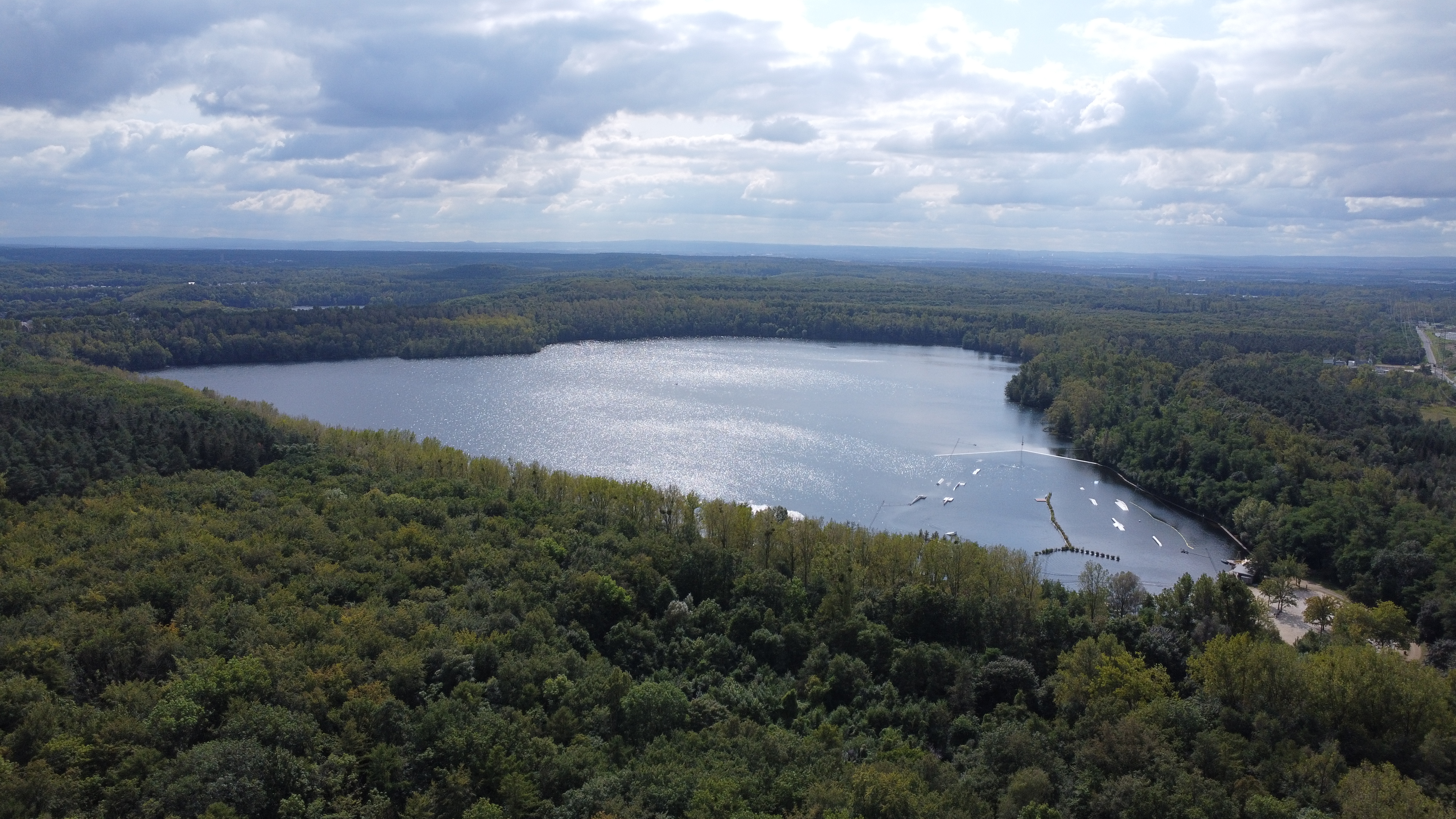
Gesamtübersicht von Norden